# Barbara Hambly
Barbara Hambly (San Diego, 28 agosto 1951) è una scrittrice e sceneggiatrice statunitense, vincitrice di numerosi premi letterari; spazia tra i generi fantasy, fantascientifico e storico, dedicandosi anche al giallo storico.

## Biografia
Nata in California e cresciuta a Montclair (California), Barbara Hambly ha una sorella più anziana, Mary, e un fratello più giovane, Ed; è in possesso di una specializzazione in storia medievale, conseguita presso l'Università della California a Riverside, ha completato i suoi studi nel 1975, trascorrendo un anno a Bordeaux, in Francia. Il suo primo romanzo pubblicato fu Time of the Dark nel 1982.

## Opere
(elenco parziale)

### La trilogia di Darwath
1. The Time of the Dark, 1982 (Il tempo del buio, 1991)
2. The Walls of Air, 1983 (Le mura d'aria, 1991)
3. The Armies of Daylight, 1983 (Gli abissi del buio, 1993

### Romanzi isolati su Darwath
- Mother of Winter, 1996 (Nomination per il Locus Award nel 1997)
- Icefalcon's Quest (1998)

### Sun Wolf e Starhawk
1. The Ladies of Mandrigyn, 1984 (Nomination per il Locus Award nel 1985) (La congiura di Mandrigyn, 1988)
2. The Witches of Wenshar, 1987 (Nomination per il Locus Award nel 1988) (La magia di Wenshar, 1993)
3. The Dark Hand of Magic, 1990 (L'assedio di Vorsal, 1994)

### Winterlands
1. Dragonsbane, 1985 (Nomination per il Locus Award nel 1986 e nel 1987)
2. Dragonshadow, 1999 (Nomination per il Locus Award nel 2000)
3. Knight of the Demon Queen, 2000 (Nomination per il Locus Award nel 2001)
4. Dragonstar, 2002

### Le cronache di Windrose
1. The Silent Tower, 1986
2. The Silicon Mage, 1988
3. Dog Wizard, 1993 (Nomination per il Locus Award nel 1994)

- Stranger at the Wedding/Sorcerer's Ward  1994 - (Non include Antryg Windrose o Joanna Sheraton)

### Star Trek
- Ishmael, 1985
- Ghostwalker, 1991
- Crossroad, 1994

### Romanzi di Vampiri
1. Those Who Hunt The Night/Immortal Blood, 1988 (Vincitrice del Locus Award per il miglior romanzo horror nel 1989) (Cacciatori delle tenebre, 1991)
2. Traveling With The Dead, 1995 (Nomination per il Locus Award nel 1996, vincitrice del Lord Ruthven Award nel 1996)
3. Blood Maidens, 2010
4. Magistrates of Hell, 2012

### La Bella e la Bestia
- Beauty and the Beast], 1989  (La bella e la bestia, 1992)
- Song of Orpheus, 1990)

### Sun-Cross
1. The Rainbow Abyss, 1991 (Nomination per il Locus Award nel 1992)
2. The Magicians of Night, 1992 (Nomination per il Locus Award nel 1993)

### Guerre stellari
- Children of the Jedi, 1995 (La stirpe dei cavalieri jedi, 1998)
- Planet of Twilight, 1997)

### I misteri di Benjamin January
1. A Free Man of Color, 1997 (L'uomo del carnevale, 1998)
2. Fever Season, 1998
3. Graveyard Dust, 1999
4. Sold Down the River, 2000
5. Die upon a Kiss 2001
6. Wet Grave, 2002
7. Days of the Dead, 2003
8. Dead Water, 2004 (Le acque della morte, 2006)

### Raven Sisters
1. Sisters of the Raven, 2002
2. Circle of the Moon, 2005

### Altri romanzi
- Bride of the Rat God, 1994( (Nomination per il Locus Award nel 1995)
- Stranger at the Wedding, 1994
- Magic Time, 2002 (con Marc Zicree)
- Renfield, 2006

### Romanzi storici
- Search the Seven Hills (in origine Quirinal Hill Affair), 1983 (Il ratto del Quirinale, 1996)
- The Emancipator's Wife, 2005  (finalista al Michael Shaara Prize per l'eccellenza in un romanzo sulla guerra civile nel 2006